# Corinne Luchaire
Corinne Luchaire (11 de febrero de 1921 – 22 de enero de 1950) fue una actriz francesa teatral y cinematográfica francesa. Su colaboración con la ocupación alemana hizo que fuera condenada como "indignidad nacional" finalizada la Segunda Guerra Mundial.

## Biografía
Su verdadero nombre era Rosita Christiane Yvette Luchaire, y nació en París, Francia, siendo su padre el periodista y político Jean Luchaire, fusilado tras la Liberación por colaboracionismo, y su madre Françoise Germaine Besnard. Su abuelo paterno, Julien Luchaire, fue un dramaturgo, y el materno, Armand Besnard, un pintor. Su hermana Florence fue también actriz. Su madre, también pintora, se convirtió en amante de Gustav Stresemann, mudándose la pareja a Alemania con Corinne. Corinne encantó a un amigo de Stresemann, Kurt Freiherr von Schröder, que la llevó a vivir en su mansión. Corinne creció dentro del círculo de amistades Nazis que frecuentaban la casa del banquero Schröder. Allí conoció al embajador alemán Otto Abetz, que se casó con la secretaria de su padre. En agosto de 1940 acompañó a su padre a Vichy Paris. Luchaire estuvo brevemente casada desde el 27 de diciembre de 1941 con Guy de Voisins-Lavernière. Posteriormente tuvo una relación con el campeón de esquí Émile Allais, tras la cual intentó suicidarse. Más adelante fue pareja del capitán de la Luftwaffe Wolrad  Gerlach, con el cual tuvo una hija, Brigitte, nacida el 10 de mayo de 1944, y después tuvo una breve relación con Charles Trenet.
Tras otro intento suicida, Corinne fue a vivir con su familia a Sigmaringa, y después a Italia, siendo arrestada en Merano junto a su padre en mayo de 1945 y encarcelada en la prisión de Fresnes. Pasó varios meses en prisión en Niza, siendo sentenciada a diez años de indignidad nacional en junio de 1946. Su padre, condenado a muerte por traición, fue fusilado en febrero de 1946.

En 1949 Luchaire publicó su autobiografía, Ma drôle de vie, en la que describía su estrellato bajo la ocupación alemana. El libro fue criticado como ingenuo y falto de un análisis del papel que ella tuvo durante la ocupación Nazi.
Corinne Luchaire falleció a causa de la tuberculosis el 22 de enero de 1950 en la Clinique Médicale Edouard Rist de París. Fue enterrada en el Cementerio de Bagneux, en París.

## Carrera artística
Luchaire dejó sus estudios para seguir clases de arte dramático bajo la tutela de Raymond Rouleau, debutando con el nombre artístico de Rose Davel a los 16 años de edad en una obra escrita para ella por su abuelo, Altitude 3 200. Con 17 actuó en el film Prison sans barreaux (1938), que en el mismo año se versionó en inglés, estrenándose en Londres con el título Prison Without Bars, siendo ella nuevamente la protagonista, pues hablaba el inglés con fluidez. En aquella época, Mary Pickford llegó a hablar de ella como de "la nueva Garbo." En 1939 protagonizó Le dernier tournant, primera versión de la novela El cartero siempre llama dos veces.
Luchaire llegó a ser una de las actrices más prometedoras del cine francés, beneficiándose durante la ocupación de la posición política y social de su padre, editor de Le Matin, Les Temps Nouveaux y Toute la vie. Sin embargo, a causa de una tuberculosis, hubo de dejar la actuación en 1940, pues cada año a partir de 1941 debía pasar varios meses en un sanatorio, primero en Plateau d'Assy y después en Megève.

## Teatro
- 1937: Altitude 3200, de Julien Luchaire, escenografía de Raymond Rouleau, Teatro de l'Étoile
- 1939: Altitude 3200, de Julien Luchaire, Teatro Tristan Bernard

## Filmografía
- 1935: Les Beaux Jours, de Marc Allégret
- 1936: Sous les yeux d'Occident, de Marc Allégret
- 1937: Le Chanteur de minuit, de Léo Joannon
- 1938: Conflit, de Léonide Moguy
- 1938: Prison sans barreaux, de Léonide Moguy
- 1938: Prison Without Bars, de Brian Desmond Hurst
- 1939: Le dernier tournant, de Pierre Chenal
- 1939: Le Déserteur, de Léonide Moguy
- 1939: Cavalcade d'amour, de Raymond Bernard
- 1940: Abbandono, de Mario Mattoli